# 조지 펠

조지 펠(영어: George Pell, 1941년 6월 8일 ~ 2023년 1월 10일)은 오스트레일리아의 로마 가톨릭교회 추기경이다. 2001년부터 제8대 시드니 대교구장(2001년 ~ )이며 2003년 추기경에 서임되었다.
프란치스코 교황은 바티칸시티와 교황청의 금융과 행정을 감독할 경제사무국을 새로 만들고 펠 추기경을 이 조직의 수장으로 임명했다.
프란치스코 교황의 최측근으로 바티칸 서열 3위인 인물이지만 2017년 교회와 학교 고아원 등에서 상습적으로 아동들에게 성범죄를 저지른 사제들의 범죄를 은폐하려한 혐의로 비판 받아오다가 2017년 6월 29일 경찰에 아동 성범죄 혐의로 기소되어강간 1건을 포함해 적어도 3건의 성범죄를 저지른 것으로 알려졌다. 2019년 2월 유죄가 인정되어 구속되어 8월에 있던 항소심에서도 유죄가 인정되었으나 2020년 4월 7일 호주 대법원은 "항소법원 재판부가 범행이 일어나지 않았을 합리적 가능성이 남아있단 점을 고려하지 않았다"면서 "피고인이 유죄가 맞는지 합리적 의심을 품었어야 했다"고 판시하면서 무죄를 선고했다. 판결 이후 “나를 고발한 이에게 어떠한 악의도 없다”며 “이번 무죄 판결로 마음의 상처와 고통을 느끼는 이들에게 더 이상 고통이 가중되지 않길 바란다”고 하면서 “장기적인 치유의 기본은 진실, 정의의 유일한 기본도 진실”이라며 “정의는 모든 이를 위한 진실을 뜻하기 때문”이라는 내용의 성명을 발표하고 출소 이후 멜버른에 있는 수도원에서 지내고 있다.

## 생애
조지 펠은 오스트레일리아 빅토리아주 밸러랫 태생으로 조지 아서와 마거릿 릴리안 사이에서 아들로 태어났다. 영국 레스터셔에서 건너온 조상의 후손이었던 그의 부친은 성공회 신자였으며 헤비급 권투 챔피언이었다. 모친은 아일랜드 조상을 둔 독실한 가톨릭 신자였다. 제2차 세계대전 기간 동안 그의 부친은 오스트레일리아군 병사로 복무하였다. 누이 마거릿은 멜버른 심포니 오케스트라의 바이올리니스트가 되었다. 어린 시절 조지 펠은 식도에 생긴 종기를 제거하기 위해 24차례 수술을 받았다.
1966년 12월 16일 조지 펠은 바티칸 성 베드로 대성전에서 사제 서품을 받았다. 1987년 3월 30일 멜버른의 보좌주교 겸 스칼라의 명의주교로 서임되었다. 그의 주교 서임식은 1987년 5월 21일에 거행되었다. 1996년 7월 16일 조지 펠은 멜버른 대교구장으로 서임되었으며, 1997년 6월 29일 교황 요한 바오로 2세로부터 직접 팔리움을 하사받았다. 2001년 3월 26일 시드니 대교구장으로 임명되었으며, 2001년 6월 29일 교황 요한 바오로 2세로부터 다시 팔리움을 하사받았다.

## 아동 성학대 사과
오스트레일리아에서는 잇따른 내부자 제보 등을 통해 가톨릭 교계에 만연한 아동 성학대 사례가 폭로되자 최근 연방정부 차원에서 아동 성학대 사례를 조사하기 위한 독립조사기관인 왕립위원회(royal commision)가 출범해 본격 조사에 착수했다. 이에 조지 펠 추기경은 2012년 크리스마스를 앞두고 발표한 성탄 메시지에서 "가톨릭 사제와 가톨릭 재단이 운영하는 학교의 교사들이 광범위한 성학대에 연루됐다는 사실을 알고 충격과 부끄러움을 금할 수 없었다"며 "가톨릭 교회 내에서 이런 일이 발생한 데 대해 진심으로 죄송하다"고 사죄했다.
펠 추기경이 교회 내 아동 성학대 및 조직적 은폐 사실을 모두 인정함에 따라 왕립위원회의 아동 성학대 조사는 새로운 국면을 맞게 됐지만 피해자들은 사과만으로는 부족하다는 반응을 보였다. 두 딸이 가톨릭 사제로부터 반복적인 성폭행을 당한 끝에 큰딸은 자살하고 작은딸은 폐인이 되다시피 한 앤서니-크리스틴 포스터 부부는 "펠 추기경의 진술은 (책임을 회피하기 위해) 매우 정교하게 다듬어진 답변"이라고 지적했다.
호주에서는 지난 35년(1980년~2015년) 동안 가톨릭 사제 및 수사, 가톨릭 교회 관계자들에게 성추행 또는 성적 학대를 당한 어린이 피해자가 4444명에 이른다. 또 호주 가톨릭교회는 지난 35년 간 교회 내에서 성적학대를 당한 피해자들에게 28억 호주 달러(약 2조4613억만원) 규모의 보상을 은밀히 해오며 성추행 사건을 돈으로 입막음 해왔다.

## 추가 문헌
- Livingstone, Tess (2002). 《George Pell》. Potts Point, New South Wales: Duffy & Snellgrove. ISBN 978-1-876631-52-9.
  - Livingstone, Tess (2004). 《George Pell: defender of the faith down under》 American판. United States: Ignatius Press. ISBN 978-0-89870-984-1.
- Marr, David (2013). 《The Prince: Faith, Abuse and George Pell》. 《Quarterly Essay》 51 (Carlton, Victoria: Black Inc. Books). ISBN 978-1-863-95616-1.
- Milligan, Louise (2017). 《Cardinal: the rise and fall of George Pell》. Melbourne, Victoria: Melbourne University Publishing. ISBN 978-0-522-87135-7.
- Morris-Marr, Lucie; Foster, Chrissie (2019). 《Fallen: the inside story of the secret trial and conviction of Cardinal George Pell》. Sydney, New South Wales: Allen & Unwin. ISBN 978-1-76087-605-0.

## 같이 보기
- 시드니 세인트 메리 대성당